# Reiner István
Reiner István, Rozsos (1899 – ?) válogatott labdarúgó, balfedezet.

## Pályafutása

### Klubcsapatban
A Vasas labdarúgója volt. Alacsony termetű, harcos, a védekezésben jeleskedő játékos volt, aki a Vasasban, a kapus kivételével minden poszton megfordult.

### A válogatottban
1925-ben egy alkalommal szerepelt a magyar labdarúgó-válogatottban.

## Sikerei, díjai
- Magyar bajnokság
  - 3.: 1924–25, 1925–26

## Statisztika

### Mérkőzése a válogatottban
| Magyarország | Magyarország      | Magyarország              | Magyarország | Magyarország | Magyarország | Magyarország | Magyarország | Magyarország |
| #            | Dátum             | Helyszín                  | Hazai        | Eredmény     | Vendég       | Kiírás       | Gólok        | Esemény      |
| ------------ | ----------------- | ------------------------- | ------------ | ------------ | ------------ | ------------ | ------------ | ------------ |
| 1.           | 1925. november 8. | Budapest, Üllői úti pálya | Magyarország | 1 – 1        | Olaszország  | barátságos   | -            |              |
|              | Összesen          |                           |              | 1            | mérkőzés     |              | 0            | gól          |